# Alsótőkés
Alsótőkés (szlovákul: Nižný Klátov, korábban Nižný Tejkeš, németül: Unter-Beckseifen) község Szlovákiában, a Kassai kerület Kassa-környéki járásában.

## Fekvése
Kassától 8 km-re, nyugatra fekszik.

## Története
1317-ben említik először.
A 18. század végén Vályi András így ír róla: „A. és F. Tőkés. Elegyes faluk Abaúj Várm. földes Uraik több Urak, lakosaik katolikusok, fekszenek a’ Kassai járásban; földgyeik néhol soványak, vagyonnyaik külömbfélék.”
Fényes Elek 1851-ben kiadott geográfiai szótárában így ír a faluról: „Tőkés, (Alsó és Felső), 2 egymáshoz közel fekvő tót falu, Abauj vmegyében, a Miszla patakja mellett, hegyek közt; 863 kath. lak. Felső-Tőkésen kath. plébánia van. Határuk hegyes, völgyes, sovány; erdejök szép s fenyvesük is van. F. u. Kassa városa. Ut. p. Kassa.”
Borovszky Samu monográfiasorozatának Abaúj-Torna vármegyét tárgyaló része szerint: „Hilyótól északra fekszik Felső-Tőkés, 56 házzal és 488 tót ajku lakossal. Postája és távirója Kassa. Mellette van Alsó-Tőkés, 49 házzal, 501 tót lakossal. Mindkét községnek régi kath. temploma volt, a felső-tőkésit Kassa városa mint kegyur, 1868-ban ujjá épittette. Azelőtt a plébánia Alsó-Tőkésen volt, 1749-ben áttették Felső-Tőkésre.”
A trianoni diktátumig Abaúj-Torna vármegye Kassai járásához tartozott.

## Népessége
| Év:            | 1994. | 2004.   | 2014.    | 2024.    |
| -------------- | ----- | ------- | -------- | -------- |
| Emberek száma: | 589   | 636     | 780      | 941      |
| Eltérés:       |       | +7,97 % | +22,64 % | +20,64 % |

| Év:            | 2023. | 2024.   |
| -------------- | ----- | ------- |
| Emberek száma: | 914   | 941     |
| Eltérés:       |       | +2,95 % |

1910-ben 490, túlnyomórészt szlovák anyanyelvű lakosa volt.
2001-ben 614 lakosából 611 szlovák volt.
2011-ben 726 lakosából 613 szlovák volt.